# Michael Falkesgaard
Michael Aksel Bataican Falkesgaard (* 9. April 1991 in Kastrup) ist ein philippinisch-dänischer Fußballspieler.
Michael Falkesgaard wurde in Dänemark als Sohn eines Dänen und einer Philippinin geboren. In den Junioren-Nationalmannschaften spielte er für Dänemark. Bei den Senioren steht er seit 2018 für die Philippinen im Tor.

## Karriere

### Verein
Das Fußballspielen lernte Michael Falkesgaard in Dänemark bei Kastrup BK und Brøndby IF, wo er 2010 auch seinen ersten Vertrag unterschrieb. Der Verein spielte in der höchsten Liga des Landes, der Superliga. 2015 wechselte er nach Odense zum Ligakonkurrenten Odense BK. 2017 verließ er Odense und wechselte zum FC Midtjylland nach Herning. Beim FC Midtjylland kam er nicht zum Einsatz. 2018 unterschrieb er einen Vertrag in Thailand beim Erstligisten Bangkok United, einem Verein, der in der Hauptstadt Bangkok beheimatet ist. 2018 und 2023 wurde er mit dem Hauptstadtverein Vizemeister. Am 28. Mai 2023 stand er mit dem Verein im Finale des thailändischen Pokals. Hier unterlag man dem Erstligisten Buriram United mit 0:2. Nach insgesamt 137 Erstligaspielen wurde sein Vertrag im Sommer 2023 nicht verlängert. Zu Beginn der Saison 2023/24 unterschrieb er in Dänemark einen Vertrag beim Zweitligisten B.93 Kopenhagen. Nach zwei Spielzeiten kehrte er im Sommer 2025 nach Thailand zurück. Hier unterschrieb er in Bangkok einen Vertrag beim Erstligisten Port FC.

### Nationalmannschaft
Von 2009 bis 2012 spielte Michael Falkesgaard für die Juniorenmannschaften U18, U19 und U20 für Dänemark. 2018 und 2019 stand er für die Philippinen im Tor und absolvierte 12 Spiele.

## Erfolge
Bangkok United
- Thailändischer Vizemeister: 2018, 2022/23
- Thailändischer Pokalfinalist: 2022/23